# Filariomyces forficulae
Filariomyces forficulae — вид грибів, що належить до монотипового роду Filariomyces.